# Manuel Cobo
Manuel Cobo Vega, né le 18 juin 1956 à Ponferrada, est un homme politique espagnol, membre du Parti populaire (PP).
Il est député à l'Assemblée de Madrid entre 1991 et 2003, ainsi que conseiller à la Présidence du gouvernement de la communauté de Madrid à partir de 1999. Il est ensuite vice-maire de Madrid de 2003 à 2011. Après la démission d'Alberto Ruiz-Gallardón, il exerce les fonctions de maire par intérim du 22 au 27 décembre 2011.